# Panic Button (film, 2011)
Pour les articles homonymes, voir Panic Button.
Pour plus de détails, voir Fiche technique et Distribution.
Panic Button est un film britannique réalisé par Chris Crow sorti en 2011

## Synopsis
Quatre gagnants d'un jeu en ligne organisé par leur réseau social internet, se retrouvent à bord d'un avion privé à destination de New-York pour un voyage de rêve et à la clé de formidables cadeaux.
En contrepartie de ce voyage gratuit, ils sont invités à participer à un jeu durant le voyage : une nouvelle expérience "online" qui les oblige à dévoiler et à mettre à nu leur personnalité. 
Très vite ils se rendent compte qu'il ne font pas un voyage ordinaire, que la destination n'est pas celle annoncée.
Ce jeu n'est pas un jeu comme les autres. Enfermés dans leur avion à 10 000 mètres d'altitude,sans possibilité de faire marche arrière, ils seront obligés de jouer contre leur gré, à disputer des épreuves, à « jouer » pour sauver leur vies et celles de leurs proches.
Finalement ils vont découvrir à leurs dépens, que dévoiler sa vie sur internet à la vue de tous peut avoir de tragiques répercussions.

## Fiche technique
- Titre :original : Panic Button
- Titre français : Panic in the plane
- Réalisation : Chris Crow
- Scénario : Chris Crow;Frazer Lee
- Musique :  Mark Rutherford
- Société de production :
- Société de distribution :
- Pays d'origine : Royaume-Uni
- Lieu de tournage : Cardiff, Glamorgan-du-Sud, Wales, Royaume-Uni
- Langue originale : anglais
- Genre : Horreur;Thriller
- Durée : 96 minutes
- Budget : 300 000 £
- Dates de sortie :  
  -  Royaume-Uni : 27 août 2011
  -  France : 3 juillet 2013  (directement en vidéo)

## Distribution
- Scarlett Alice Johnson : Jo
- Jack Gordon : Max
- Michael Jibson : Dave
- Elen Rhys : Gwen
- Joshua Richards : Rupert Turner / Alligator
- Vern Raye : Callahan
- Meggie McCarthy : Sophie
- Sarah Parks : Annie Turner
- Christopher Cale : Ed Turner
- Ri Richards : Jo's Mum
- Hollie Blundell : Emily
- Leighton Kyle : Rory
- Tobias Jon : Alan
- Charlene Ball : Sarah
- Bethan Morgan : Mrs. Callahan